# Grafische rekenmachine

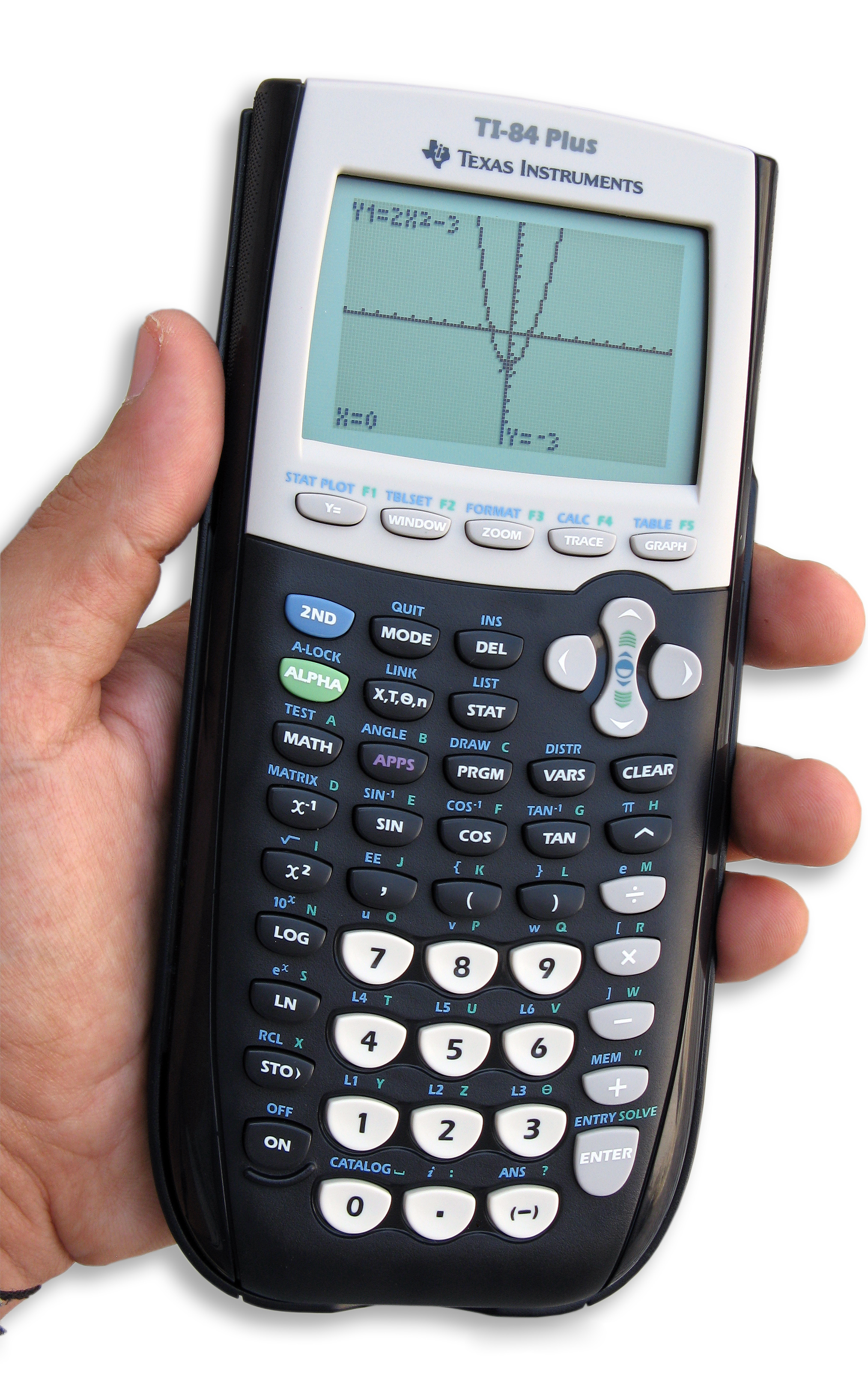
Texas Instruments TI-84 Plus

Een grafische rekenmachine is een rekenmachine waarmee het mogelijk is een grafiek te plotten en vergelijkingen numeriek op te lossen. Het is met de meeste grafische rekenmachines mogelijk ze te programmeren. Grafische rekenmachines worden wereldwijd in het secundair onderwijs, voortgezet onderwijs, het hoger onderwijs en bij vergelijkbare onderwijsvormen gebruikt. Studenten moeten in staat zijn hun grafische rekenmachine bij tentamens te gebruiken. Het gebruik van de grafische rekenmachine is buiten het onderwijs beperkt, omdat de laptop veel meer wordt gebruikt.
Grafische rekenmachines kunnen vaak met een computer worden verbonden om gegevens te im- of exporteren of aan een meetapparaat, zoals een thermometer, barometer of lichtsterktemeter, worden gekoppeld. De gegevens die door het meetapparaat worden geleverd kunnen met de rekenmachine grafisch worden weergegeven, worden bewerkt en geanalyseerd. Ze kunnen via een kabel ook met elkaar verbonden worden om gegevens uit te wisselen.
Casio bracht in 1985 met de Casio FX-7000G de eerste grafische rekenmachine op de markt. Andere producenten zijn Hewlett-Packard, NumWorks en Texas Instruments.